# Martha Hackett
Pour les articles homonymes, voir Hackett.
Martha Hackett, née le 21 février 1961 à Boston, Massachusetts, est une actrice américaine. Elle est plus particulièrement connue pour son rôle de Seska dans la série télévisée Star Trek: Voyager.

## Filmographie

### Cinéma
- 1993 : Carnosaur de Adam Simon et Darren Moloney : Miss Kroghe
- 1994 : Leprechaun 2 de Rodman Flender : Détective
- 1994 : In the Heat of Passion II: Unfaithful de Catherine Cyran : Muriel Walters
- 1995 : One Night Stand de Talia Shire : Nora Walsh
- 1998 : Le 'Cygne' du destin (en) (Music from Another Room) de Charlie Peters : Paula
- 1998 : Un bébé toute seule (Inconceivable) de Bob Weis : Jill, WOMB member
- 1999 : Let the Devil Wear Black de Stacy Title : Cop #2
- 1999 : Collège Attitude (Never been kissed) de Raja Gosnell : Mrs Knox
- 2000 : Blessed Art Thou de Tim Disney : Anselm
- 2005 : Kiss Kiss Bang Bang de Shane Black : Pistol Woman
- 2014 : Alexandre et sa journée épouvantablement terrible et affreuse (Alexander and the Terrible, Horrible, No Good, Very Bad Day) de Miguel Arteta : Mrs. Gibson
- 2017 : The Bye Bye Man de Stacy Title : Giselle

### Télévision

#### Séries télévisées
- 1986 : Capitaine Furillo (Hill Street Blues) : Carole Greene (saison 7, épisode 2 et 3)
- 1989 : Pas de répit sur planète Terre (Hard Time on Planet Earth) : Makeup / Wardrobe (saison 1, épisode 9)
- 1990 : The Marshall Chronicles : ? (saison 1, épisode 4)
- 1992 : Guerres privées (Civil Wars) : Helen Cashman (saison 2, épisode 8)
- 1993 : Les Anges de la ville (Sirens) : Camilla (saison 1, épisode 8)
- 1994 : Monty (en) : Elenor (saison 1, épisode 8)
- 1994 : Star Trek: Deep Space Nine : T'Rul (saison 3, épisode 1 et 2)
- 1995-1997 et 2001 : Star Trek: Voyager : Seska (13 épisodes)
- 1997 : Les Anges du bonheur (Touched by an Angel) : Kelly Monroe (saison 3, épisode 16)
- 2001 : La Vie avant tout (Strong Medicine) : ? (saison 2, épisode 13)
- 2002 : Le Protecteur (The Guardian) : Cynthia Popper (saison 1, épisode 18)
- 2003 : Division d'élite (The Division) : Mrs. Brookner (saison 3, épisode 16)
- 2007 : The Riches : ? (saison 1, épisode 3)
- 2007 : Dexter : Grieving Widow (saison 2, épisode 3) (non créditée)
- 2009 : NCIS : Enquêtes spéciales : Celia Roberts (saison 6, épisode 12)
- 2009-2010 : I Heart Vampires (en) (I <3 Vampires ) : Siona McCabre (6 épisodes)
- 2012 : Last Resort : Forrest (saison 1, épisode 7)
- 2013 : Perception : Leah Sullivan (saison 2, épisode 4)
- 2013 : Masters of Sex : Shirley (saison 1, épisode 4)
- 2014 : The Mindy Project : Judith (saison 2, épisode 15)
- 2015 : Tutored  : Diane (saison 1, épisode 1)

#### Téléfilms
- 1991 : Flight of Black Angel de Jonathan Mostow : Nurse
- 1999 : Le Dernier Homme sur Terre (en) (The Last Man on Planet Earth) de Les Landau : Mother May the Madame
- 2003 : The Lone Ranger (en) (The Lone Ranger) de Jack Bender : Margaret
- 2020 : Soupçons maternels (A Mother Knows Worst) de Robert Malenfant : Monica

## Jeux vidéo
- 1996 : Star Trek: Klingon : Pok's Mother (voix)
- 2001 : Star Trek: Armada II : ? (voix)
- 2002 : Star Trek: Bridge Commander : Commander Saffi (voix)
- 2003 : Star Trek: Elite Force II : Dr Stevenson (voix)